# Diceratidae
De Diceratidae zijn een familie van uitgestorven tweekleppigen uit de orde Hippuritida.